# Ціцерон
Марк Ту́ллій Ціцеро́н (лат. Marcus Tullius Cicero, 3 січня 106 до н. е. — 7 грудня 43 до н. е.) — давньоримський політичний діяч республіканського періоду, видатний оратор, філософ і літератор. Один із зачинателів римської розповідної прози. Виходець із незнатної сім'ї, який завдяки своєму ораторському таланту зробив блискучу кар'єру: увійшов до сенату у 73 році до н. е. і став консулом у 63 році до н. е. Відіграв ключову роль у розкритті та розгромі змови Катіліни. Надалі, за умов громадянських війн, залишався одним із найвидатніших і найпослідовніших прибічників збереження республіканського ладу. Був страчений членами другого тріумвірату, які прагнули необмеженої влади.
Ціцерон залишив велику літературну спадщину, значна частина якої збереглася до наших днів. Його твори вже в античну епоху здобули репутацію еталонних з погляду стилю, а зараз є найважливішим джерелом відомостей про всі сторони життя Риму в I столітті до н. е. Численні листи Ціцерона стали основою європейської епістолярної культури; його промови, насамперед катилінарії, належать до найвидатніших зразків жанру. Філософські трактати Ціцерона є унікальним за охопленням викладу всієї давньогрецької філософії, призначений для латиномовних читачів, і в цьому сенсі вони відіграли важливу роль в історії давньоримської культури.

## Життєпис

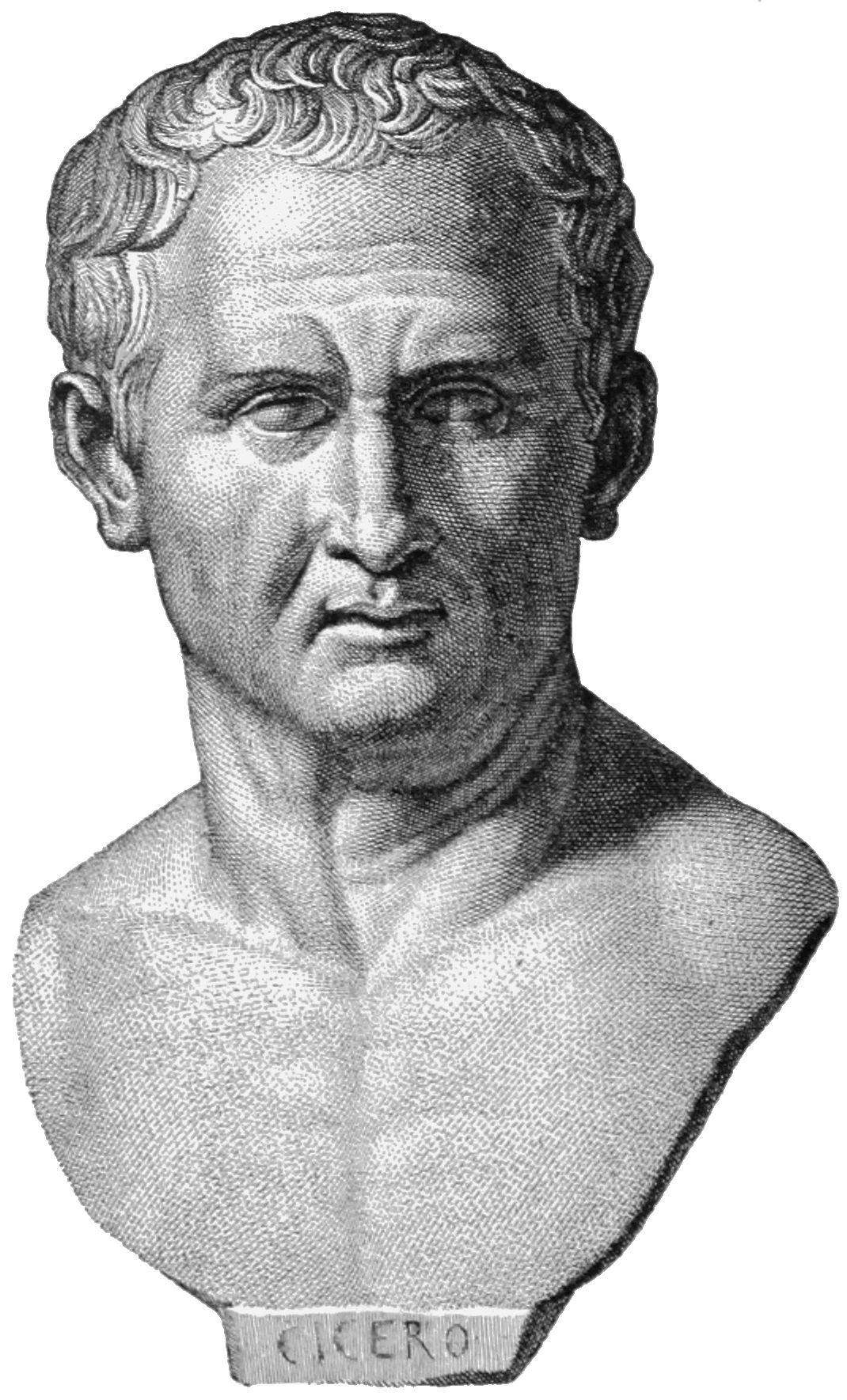
Марк Туллій Ціцерон

Ціцерон народився 3 січня 106 до н. е. в маєтку свого батька поблизу м. Арпіна (південний Лацій). Його родина була доволі впливовою в місті, належала до вершницького стану. Дід Ціцерона — Марк Туллій — очолював консерваторів у місцевому сенаті, а також у 120 до н. е. був монетарієм Римської республіки, мав підтримку принцепса римського сенату Марка Емілія Скавра. Батько Ціцерона через слабке здоров'я державної служби не прагнув, займався літературними справами. Освіті своїх дітей він приділяв особливу увагу, тому переїхав із семирічним Марком та його братом Квінтієм до Рима, де вони навчались ораторського мистецтва, віршування та філософії.
У 90-х до н. е. Ціцерон перебував рік на військовій службі під час Союзницької війни, спочатку під командуванням Помпея Страбона, а потім — Сулли. Повернувшись до Риму посилено займався філософією у Філона Ларисського та стоїка Діодота. Як свідчив сам Ціцерон, він присвячував заняттям «дні й ночі».
Прихильник свободи і республіки, Ціцерон захищав свої ідеали у викривальних промовах. Уперше виступив на суді у 81–80 до н. е. при Суллі. Справа набула політичного забарвлення й Ціцерону довелось на деякий час виїхати з Риму під приводом хвороби. За наступні два роки він відвідав Афіни, Малу Азію та Родос.
Після зречення та смерті Сулли Ціцерон повернувся до Риму, де одружився з Теренцією, представницею заможної й знатної родини. Хоча цей шлюб укладався швидше з розрахунку, вони прожили разом наступні тридцять років і мали сина Марка Туллія Ціцерона і дочку Туллію Ціцероніс.
Політичну кар'єру Ціцерон почав 76 до н. е. на посаді квестора в сицилійському місті Лілібей, де завідував постачанням продовольства до Риму; завдання, з яким Ціцерон впорався блискуче, набувши репутації непідкупного та чесного правителя. Повернувшись до Риму й переконавшись, що про його досягнення в провінції ніхто не знає, вирішив, за власними свідченнями, жити постійно в місті й перебувати ближче до Форуму. Ціцерон увійшов до складу сенату, де одразу ж набув слави блискучого оратора.
70 до н. е. Ціцерон привернув загальну увагу своїми виступами проти Гая Ліцинія Верреса, намісника Сицилії. Ціцерон створив одіозний портрет жорстокої і жадібної людини, яка безкарно пригноблювала рядових громадян, не нехтувала грабунком, і разом з тим показав сумну картину суспільного життя свого часу, коли Римська республіка опинилася на межі катастрофи. Промови збереглися до наших часів. Ораторський талант Ціцерона підняв таку хвилю обурення, що осоромлений правитель змушений був ще до закінчення суду податися у вигнання, виплативши 3 млн сестерціїв.
Того ж року Ціцерон став едилом, до обов'язків якого входило проведення за власний рахунок громадських ігор. Як едил, влаштовував ігри тричі, з невеликими витратами коштів.
Виграш справи перетворив Ціцерона на найпопулярнішого адвоката в Римі. У 70–67 до н. е. він неодноразово виступав у цивільних процесах: до нас дійшли фрагменти його промов за М. Фонтея, пропретора Галлії, за квестора П. Оппія і, нарешті, повністю зберіглася його промова за Авла Цецину, письменника того часу, знатну людину з етруського міста Волатерри.
Улітку 67 до н. е. Ціцерона було одностайно обрано претором. У той час він придбав розкішний будинок на Палатині та маєток у Тускулумі (суч. Фраскаті).
Наступним кроком мало стати консульство. Для здобуття такої поважної посади людині його походження необхідна була підтримка впливових діячів, і Ціцерон зробив ставку на Гнея Помпея Великого, який у ті часи був найпопулярнішою фігурою римського політикуму. У промові на захист законопроєкту трибуна Манілія, Ціцерон закликав обрати Помпея одноосібним верховним командувачем. Суперниками Ціцерона на здобутті консулату були Луцій Сергій Катіліна й Гай Антоній, котрих підтримували Гая Юлія Цезара й Марка Красса. У своїй промові кандидата в консули, оратор розкрив минуле своїх конкурентів, звинувативши тих у зраді й підготовці державного перевороту. У результаті, 63 до н. е. Ціцерона було обрано голосами всіх центурій. Для Ціцерона, «нової людини» на консульській посаді (чого не траплялося вже 30 років) це був пік політичної кар'єри. Під час консульства за викриття змови Катіліни він був радо проголошений «батьком батьківщини».
Але внаслідок відмови підтримати перший тріумвірат Цезаря, Помпея та Красса, Ціцерон поступово все більше втрачав вплив і відійшов від активної політики, у квітні 58 до н. е. Ціцерон був змушений податися у вигнання в Македонію через закон Публія Клодія, за яким до «позбавлення води та вогню» (тобто вигнання) мав бути засуджений той магістрат, який винен у страті римських громадян без суду.
Повернувшись до Риму у вересні 57 до н. е., Ціцерон долучився до партії Помпея.
У лютому 51 до н. е. сенат призначив Ціцерона проконсулом до Кілікії (Мала Азія), де той виявив неабияку енергію, справедливість і поблажливість стосовно підлеглих, скасував зайві витрати міст, зв'язані з утриманням намісників, полегшив і зменшив податковий гніт. Особливий подив у провінції викликала його особиста безкорисливість та помірність. Несподівано Ціцерон набував слави полководця. Перемігши у битві неподалеку Ісси гірські племена Амана й підкоривши фортецю Пінденісс, Ціцерон був проголошений своїми військами імператором, отримав право на тріумф. Але за першої ж нагоди він повернувся до Італії 49 до н. е. і знову приєднався до Помпея.
У громадянській війні 49–47 років Ціцерон безуспішно намагався бути посередником між Помпеєм і Цезарем, а після поразки Помпея у Фарсальській битві (48 до н. е.) Ціцерон здався на милість Цезаря (який відтоді став фактично одноосібним диктатором) і відійшов від активної політики. У 46 до н. е. розлучився з Теренцією та оженився на Публілії.
44 до н. е. Ціцерон створив філософську повість-діалог «Тускуланські бесіди», присвячену Марку Юнію Бруту — майбутньому вбивці Цезаря, людині, близькій автору за захопленням філософією. Це в основному моральні міркування в діалогах про те, що найбільше турбує людину в його житті, робить її вразливою, про презирство до смерті, подолання болю, розраду в горі, пристрасті.

У день березневих ід (15 березня 44 до н. е.) Ціцерона не було серед убивць Цезаря, він навіть не був утаємничений щодо заколоту. Але його ставлення до диктатора було настільки відоме, що за переказом, убивці вигукували його ім'я, вибігши на Форум. У день убивства Ціцерон написав одному з заколотників: «Вітаю тебе і радію за себе!».

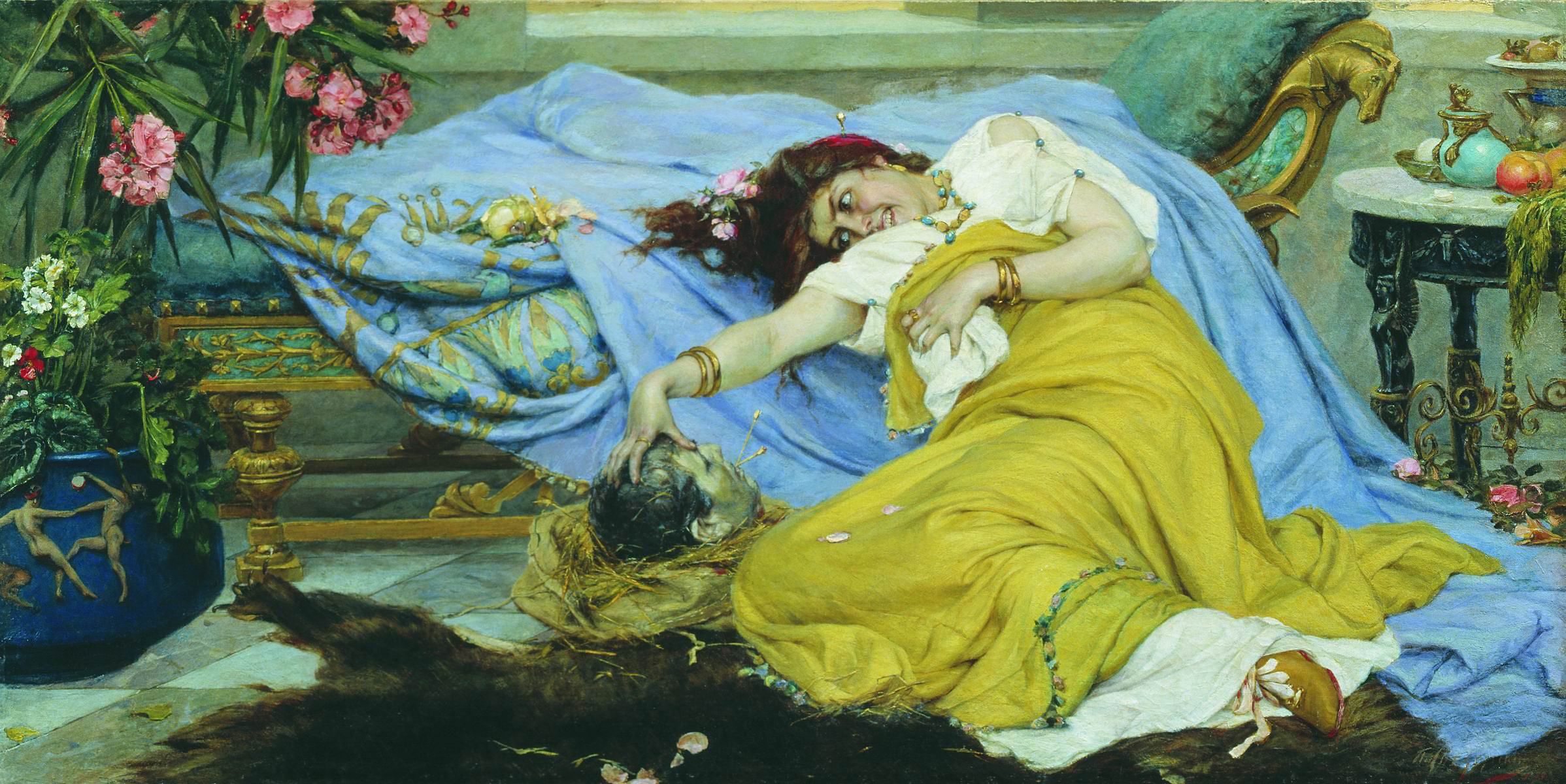
Дружина Марка Антонія Фульвія грається з відтятою головою Ціцерона, страченого за наказом її чоловіка.

Схваливши убивство Цезаря, він опинився в опозиції до Марка Антонія, якого вважав продовжувачем справи узурпації влади. Серія відомих промов проти Антонія («філіппіки») підбила підсумок політичної кар'єри Ціцерона. У них Ціцерон, наслідуючи традиції давньогрецького оратора IV ст. до н. е. Демосфена, чиї промови проти македонського царя Філіппа ІІ були названі філіппіками, виступив проти консула Марка Антонія. У 14 памфлетах Ціцерон оголосив свого супротивника нахабою, негідником, дурнем і боягузом, носієм мерзенних людських пороків і погрожував йому долею Катіліни й оголошенням громадянської війни. Для боротьби проти Марка Антонія Ціцерон намагався використати Октавіана Августа, який прагнув підтримки в боротьбі за спадщину названого батька. Після перемоги при Мутині (21 квітня 43 до н. е.) Ціцерон та республіканці святкували перемогу, здавалося, що ця звитяга покладе край зазіханням Марка Антонія на диктаторство, а молодого Октавіана можна не брати до уваги, надавши овацію замість тріумфу. За висловом Аппіана, Ціцерон користувався цими днями єдиновладдям демагога.
У липні 43 до н. е. Октавіан звернувся до Ціцерона, вимагаючи собі консулат, але отримав відмову. Тоді спадкоємець Цезаря ввів свої легіони до Риму і 19 серпня був проголошений імператором. У листопаді між Октавіаном Августом, Марком Антонієм та Марком Емілієм Лепідом був укладений другий тріумвірат, а вже 27 листопада, коли тріумвірам була надана верховна влада, почалися політичні переслідування проти республіканців.
Ціцерона було внесено до проскрипційних списків одним із перших, про що він дізнався, перебуваючи в своєму Тускулумському маєтку. Він намагався втекти до Македонії, але був схоплений переслідувачами й по звірячому вбитий 7 грудня 43 до н.е. біля містечка Формій. Його голова й рука були виставлені на Форумі, де раніше він таврував соціальне зло й відстоював справедливість. За переказом Плутарха, дружина Марка Антонія, Фульвія, колола язик Ціцерона шпильками, таким чином помстившися за дошкульні промови.

## Ціцерон як оратор і теоретик риторики

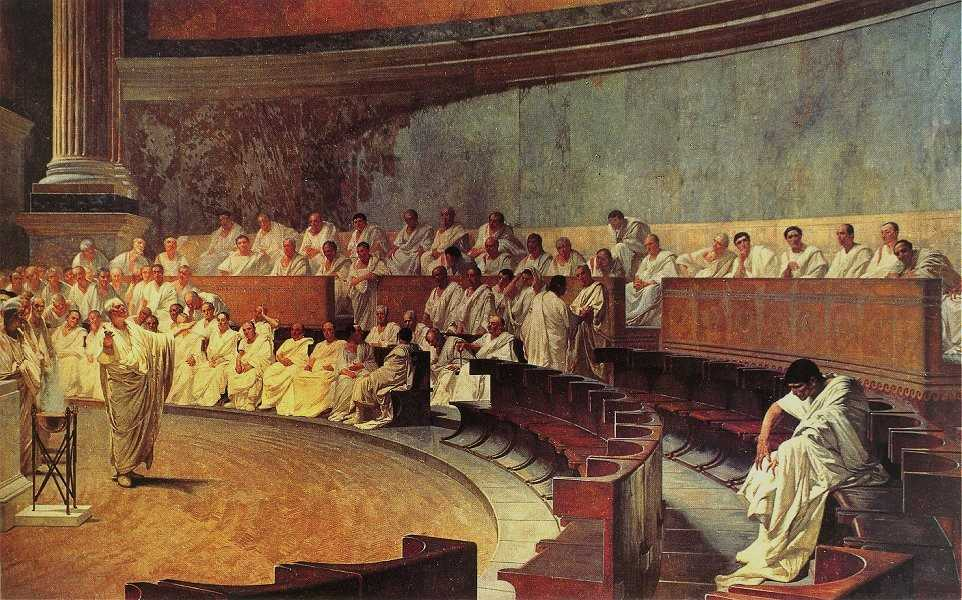
Ціцерон виступає в Сенаті Риму, фрески Цезаря Маккарі, 1882–88

За всю свою кар'єру, Ціцерон працював і судовим, і політичним оратором. В античності для таких професій головним завданням було переконати слухачів в істинності суті справи, чим майстерно володів Ціцерон. Насамперед він створив свій особистий стиль промови, який вирізнявся водночас лаконічністю і пишністю. Відомий оратор умовно ділив промову на три частини: вступ, основна частина і завершальна. Перша та остання частини виділялися своєю емоційністю, адже в першій потрібно було завоювати увагу авдиторії, а в останній — вказати на те, яке рішення мають прийняти слухачі. В основній частині Ціцерон навпаки не використовував маніпуляцій емоціями, а проговорював чіткі аргументи, адже саме ця частина мала переконувати натовп.
З кожною своєю ідеально сконструйованою промовою Ціцерон ставав успішнішим і відомішим. Його майстерність оцінили і верхами. Впливові сенатори бачили великий потенціал Ціцерона і намагалися захищати його від недоброзичливців. Його слава прийшла до нього не просто так. Насамперед цінність його як оратора полягає в декількох факторах.
По-перше, Ціцерон володів широкою теоретичною базою. Завдяки своїм філософським знанням він міг по-новому описувати старі чи загальновідомі предмети. Це один з чинників, який найбільше захоплював натовп, оскільки мислення Ціцерона було зовсім іншим і ширшим у порівнянні з масами. Окрім філософської бази, він майстерно володів риторичними навичками: вмів скласти промову так, що у ній одночасно поєднувалась чіткість, впевненість і гнучкість.
По-друге, Ціцерон перший, хто стилістично внормував латинську мову. Він окреслив норми розмовної мови освіченої частини римського населення і вдосконалив ораторську промову новими засобами.
По-третє, Ціцерон вмів маніпулювати людськими емоціями. Для античного оратора така навичка була безцінною, адже емоції підсилювали ефективність промови. Якщо потрібно було підкреслити трагічність ситуації, то Ціцерон провокував людей на сльози й співчуття. Те саме відбувалося і з позитивними емоціями. Оратор легко розумів, що відчуватиме людина в тій чи іншій ситуації, і завдяки такому контакту з аудиторією він зазнав невмирущої слави.
Завдяки такій наполегливій праці Ціцерон залишив по собі чималий літературний спадок. Насамперед він славиться своїми риторичними трактатами, які до сьогодні вважаються найкращими працями з риторики. «Про оратора», «Брут, або Коротка історія римської риторики», «Оратор», «Про добір аргументів», «Про найкращого оратора», «Теми», «Про риторику» — праці, у яких Ціцерон детально розглянув ораторське мистецтво, описав риторичні засоби, стилі, побудову промови і таке інше. Однак знаковими вважаються три перші трактати — «Про оратора», «Брут, або Коротка історія римської риторики», «Оратор».
У першій з них автор, через діалог двох ораторів Марка Антонія Оратора і Луція Ліцинія Красса, описує ідеальний приклад ритора, який повинен бути фахівцем не лише у сфері красномовства, але й освіченим у справах філософії, літератури, права, історії.
Наступний трактат «Брут, або Коротка історія римської риторики» також написаний діалогом, пов'язаний із першим, оскільки в ньому Ціцерон продовжив свої думки та ідеї щодо риторики і тим самим ще раз підтвердив досконалість римського красномовства. Вирізняється ця праця тим, що Ціцерон будує свої аргументи на основі історичних даних й виступає у ролі історика риторики.
В «Ораторі» Ціцерон знову згадує образ ідеального ритора, стилі промов, але більше уваги акцентує на особливостях лексики й ритмічності мови і розглядає все це вже у політичному контексті. Відомий оратор цією працею зафіксував всі свої попередні твердження щодо ораторства і виклав свій величезний набуток, який він здобував протягом багатьох років.
Окрім теоретичної спадщини, Ціцерон залишив і велику частку практичної. До нас дійшло 58 промов, які пов'язані з судовими або політичними справами. Однією з найпопулярніших його промов вважають «На захист Квінкція», адже саме вона принесла шалений успіх молодому адвокатові. «На захист поета Архія», «На захист Секста Росція», «Проти Катіліни» — низка найвідоміших промов Ціцерона. Незважаючи на те, чи це була судова, чи політична промова, вони зрештою ставали успішними. Всі його промови об'єднує чітка структура, зрозумілий виклад матеріалу, аргументованість, обізнаність у темі, пишність стилю. Його перевагою над іншими ораторами можна вважати те, що він нишпорив між фактами і намагався знайти щось, що могло спростувати звинувачення чи будь-які твердження.

## Літературна спадщина та філософія
Літературна спадщина Ціцерона складається з його публічних промов, творів з ораторського мистецтва, філософських трактатів, поетичних творів і приватних листів. Він уперше зробив латинську мову повноправним засобом висловлення філософських ідей, прагнучи дати римській освіченій публіці матеріал для серйозного читання і самоосвіти. Огляд своїх творів із філософії Ціцерон наводить у трактаті «Мистецтво ворожіння», книга 2, розд. 1. Цей огляд починається словами: «Не раз я запитував себе, чим я можу бути найкориснішим для республіки, не залишаючи моїх турбот про неї, після багатьох і довгих міркувань, дійшов я до такого висновку: найкраще буде, якщо я відкрию моїм співгромадянам шлях до шляхетних наук». У XIX–XX ст. спадщина Ціцерона цікавила істориків філософії в основному як джерело відомостей про платонічну філософію періоду еллінізму (найцінніший матеріал про Філона з Лариси й Антіоха Аскалонського); Ціцерон відображав у своїх творах і сучасні йому ідеї стоїків та епікурейців (Панетій, Посідоній), свідомо наслідував діалоги Арістотеля.
Ціцерон ставив питання співвідношення риторики й філософії, державного устрою і, зокрема, «найкращої держави і найкращого громадянина». Наслідуючи грецького історика Полібія та стоїка Панетія, він бачить у Римській республіці часів її розквіту ту «змішану политею», у якій демократія (вільне волевиявлення народу і його справжня участь у державних справах) оптимально сполучається з елементами аристократії (керівництвом з боку найрозумніших і найгідніших). З теоретичних гносеологічних питань розглядав питанням про природу і статус знання: є чи критерії істинності пізнання? чи може знання про що-небудь бути остаточним? Відповідно до вчення Нової Академії, і на противагу стоїкам, він відповідає на це питання негативно. У роботі «Про межі добра і зла» Ціцерон послідовно спростовує вчення про вище благо епікурейців і стоїків, зберігаючи скептичний погляд про неможливість теоретичного обґрунтування вищого блага. У галузі практичної моралі таке остаточне визначальне поняття Ціцерон знаходить — це поняття природи: «хто додержується природи, той не помиляється», що зближує його позицію зі стоїчною. Стоїцизм був духовно близький Ціцерону лише почасти: згода в питаннях моралі супроводжується різкою критикою віри в традиційних богів, стоїчного фаталізму і пов'язаної з цим віри у ворожіння («Про природу богів», «Мистецтво ворожіння» і «Про долю»). Один із найзначніших творів Ціцерона — «Тускуланські бесіди» в 5 книгах, у якому розгортається широкий спектр філософських питань. У ньому він називає філософію «наукою про зцілення душі», «вихователькою чесноти, гонителькою пороків», що об'єднала «у суспільство розсіяних по землі людей».
Ціцерон вважав, що справжня філософія як прагнення до мудрості й морального вдосконалення збагачує основу повсякденного існування — дружбу, пом'якшує й наповнює змістом неминучі тяготи всякого життя: старість, біль, смерть близьких і чекання власної («Про старість», «Про дружбу»). Для всіх наступних епох Ціцерон так чи так залишався філософом-просвітником, представником гуманізму — саме це слово походить від його улюбленого поняття humanitas.

## Політико-філософські погляди Ціцерона
Теоретичні погляди Ціцерона знаходяться під політичним впливом давньогрецької думки, і, перш за все, вчень Платона (особливо в області держави і права), Аристотеля, Полібія та стоїків. Разом з тим цей «іноземний» вплив Ціцерон намагався поєднати з соціальної і політичною дійсністю Риму.
Державу (respublika) Ціцерон визначає як справу, що належить народу (res populi). При цьому він підкреслює, що «народ — не довільне сполучення людей, що зібрані разом будь-яким чином, а сполучення багатьох людей, пов'язаних між собою згодою в питаннях права і спільністю інтересів». Держава, в трактуванні Ціцерона, є не тільки вираженням спільного інтересу всіх її вільних членів, що було характерним і для давньогрецьких традицій, але й одночасно узгоджене правове спілкування цих членів, як певна правова освіта, «загальний правопорядок». Головну причину походження держави Ціцерон вбачав не стільки у слабкості людей і в їх страхові, скільки в їхній вродженій потребі жити разом.
Вплив Аристотеля помітний і в трактуванні Ціцероном ролі сім'ї як початкової ланки суспільства, із якої поволі і природним шляхом виникає держава.
Він підкреслював першочерговий зв'язок держави і власності та поділяв положення стоїків у тому, що причина утворення держави — охорона власності. Порушення недоторканності особистої і державної власності Ціцерон характеризує як порушення справедливості і права.
У дусі традицій давньогрецької думки Ціцерон приділяв велику увагу аналізу різних форм державного устрою, виникнення одних форм з інших, «кругообігу» цих форм, пошукам «найкращої» форми тощо. Критерії розрізнення форм державного устрою Ціцерон вбачав у «характері і волі» тих, хто править державою. Залежно від числа правлячих він розрізняв три прості форми правління: царську владу, владу оптиматів (аристократію) і народну владу (демократію).
Усі ці прості форми держави не досконалі й не найкращі, але вони можуть бути досить міцними, якщо тільки зберігаються ті основи і зв'язки, які вперше міцно об'єднали людей в силу їх участі в створенні держави. Кожна із цих форм має свої переваги і недоліки. «Благоволінням своїм нас приваблюють до себе царі, мудрістю — оптимати, свободою — народи». Перелічені переваги різних форм правління повинні бути в сукупності представлені в змішаній (а тому і найкращій) формі держави. В простих же формах держави ці переваги представлені однобічно, що веде до боротьби між різними прошарками населення за владу. Так, при царській владі, пояснював Ціцерон, всі інші люди відсторонені від участі в прийнятті рішень і законів, народ не користується свободою і відсторонений від влади і при пануванні оптиматів. При демократії ж, «коли все відбувається по волі народу, то яким би справедливим і помірним він не був, все-таки сама рівність — це несправедливо, якщо при ній немає ступенів суспільного положення».
Царська влада має свавілля єдиновладного правителя, легко вироджується в тиранію, а влада оптиматів із влади найкращих перетворюється в панування багатих і знатних. Відповідно і єдиновладдя народу призводить до згубних наслідків, до «збочення і свавілля натовпу», до його тиранічної влади. Ці спотворені види володарювання вже не є формами держави, оскільки в таких випадках зовсім відсутня сама держава, що розуміється як спільна справа і надбання народу.
Попередити подібне виродження державності, на думку Ціцерона, можна тільки в умовах найкращого (тобто змішаного) виду державного устрою, що утворюється шляхом рівномірного змішування позитивних якостей трьох простих форм правління. Як найважливіші переваги такого державного ладу Ціцерон відмічав міцність держави і правову рівність її громадян. Як шлях до змішаної форми правління Ціцерон трактував еволюцію римської державності від царської влади до сенатської республіки.
Підкреслюючи небезпечність нахилу в бік того чи іншого органу змішаної державності і виступаючи за їх взаємну рівновагу, він підкреслював необхідність «рівномірного розподілу прав, обов'язків і повноважень — з тим, щоб достатньо влади було у магістратів, достатньо впливу у ради кращих людей і достатньо свободи у народу». Свою концепцію найкращої (змішаної) форми держави Ціцерон вважав реальною, розуміючи при цьому практику римської республіканської державності в найкращу пору її існування.

## Релігійні погляди
Розгляду різних питань, пов'язаних з релігією, Ціцерон присвятив три трактати — «Про природу богів», «Про дивінацію» (в інших перекладах — «Про ворожіння») та «Про долю». Перший твір написано під сильним впливом вчення стоїка Посідонія, хоча помітна роль філософів-академіків. Його діалогічна структура визначає відсутність чітких висновків: учасники діалогу обмінюються думками, але Ціцерон не позначає свою думку. За дещо іншою схемою побудований трактат «Про дивінацію». На відміну від інших філософських творів, Ціцерон зображує себе активним учасником діалогу і висловлює ряд категоричних думок на тему. Це дозволяє встановити власні погляди, які, втім, перебувають під впливом Клитомаха, викладає вчення Карнеада, і Панети. У цьому творі він відходить від традиційної близькості до стоїчної філософії, різко критикуючи їх вчення про долю та пророцтва. Критикує Ціцерон і етичну функцію релігії: не вважає ефективним мотиватором страх перед надприродньою відплатою. При розгляді проблеми походження зла (теодицеї), яке виникло, незважаючи на добрі спонукання богів-творців, Ціцерон критикував стоїчні погляди з цього питання. Втім, він не намагається спростувати теоретичні підстави вчення стоїків, а лише апелював до історичних прикладів, коли шляхетні люди гинуть, а погані правлять. З цього він зробив висновок про байдужість богів і до добрих, і до злих людей. Стоїчний аргумент про розум як інструмент для розрізнення добра від зла він вважав неспроможним, визнаючи правоту ідеї Арістотеля про «нейтралітет» розуму і вказуючи на регулярне використання людиною розуму на шкоду собі та іншим людям. Нарешті, за допомогою софізмів і прийомів, почерпнутих з адвокатської практики, Ціцерон доводить думку стоїків до абсурду, доводячи, ніби провидіння наділило людину розумом не з добрими, а зі злими намірами.
У творах Ціцерон відділяв організовану релігію (religio) від забобонів (superstitio). Відмінності між двома поняттями, однак, проведені Ціцероном недостатньо чітко. У трактаті "Про природу богів" Ціцерон дав визначення релігії. У першій книзі цього твору він пише, що релігія «перебуває у благочестивому поклонінні богам» (лат. religionem, quae deorum cultu pio continetur), на другий — мимохідь кидає уточнення: «[відносно] релігії, тобто поклоніння богам» (лат. religione, id est cultu deorum). Визначення Ціцерона не нове і перегукується з використанням Гомером і Гесіодом поняття «шанування богів» (ін.-грец. τιμή θεῶν). Різницю між двома термінами він намагається пояснити і через «народні етимології» обох слів, підкреслюючи спочатку позитивний відтінок значення слова «релігія» та негативний – «забобони».
Ціцерон критикував поширені в народі забобони, але захищав тісно пов'язані з ними релігійні культи. У цьому, зауважує Є. А. Беркова, захист організованої релігії римським автором частково суперечить його власним міркуванням. Ціцерон вважає, що дуже популярні в античну епоху ворожіння засновані на випадку і тому не можуть бути доказом існування богів. Він порівнює віщунів з лікарями: хоча всі вони засновують свої знання на досвіді, але лікар у своїх діях виходить з розумних підстав, а віщун не може пояснити зв'язок між видом нутрощів жертовних тварин і майбутніми подіями. Марк Туллій заперечує надприродну сутність різних чудес, вважаючи, що вони підпорядковуються законам природи (rationes naturales). Спираючись на свій досвід члена жрецької колегії авгурів, він знає про маніпуляції передбаченнями і доводить, що багато історії, які нібито підтверджують спроможність ворожіння, вигадані з розрахунку на невігластво слухачів. На його думку, пророцтва популярних в античну епоху оракулів або обманюють прохачів, або навмисно туманні. Марк Туллій замислювався і над питанням, чи не краще відмовитися від віри в богів, якщо з ними зникнуть і всі забобони, хоча він не розвиває цю думку далі. Незважаючи на свої критичні висловлювання проти забобонів, Ціцерон заперечував проти спроб філософів-епікурейців зжити всі забобони, обґрунтовуючи це потребою державних богослужінь. Потреба збереженні організованої релігії він доводив не логічними аргументами, а апеляціями інтересам государства.
Погляди Ціцерона існування богів менш очевидні, оскільки заключна книга твори «Про природу богів», у якій мали підбиватися підсумки міркувань, не збереглася в повному обсязі. Таким чином, різні дослідники не згодні в тому, хто з учасників діалогу висловлював думку самого Марка Туллія. Є. А. Беркова вважає погляди Ціцерона близькими до позиції філософа-академіка Гая Аврелія Котти, чия мова становить більшу частину першої книги трактату, а Г. Г. Майоров приписує роль головного виразника поглядів автора Луцилію Бальбу, вустами якого озвучено погляди стоїків у другій книзі твору. Бальб наводить ряд аргументів про існування богів і розглядає ідею про розумність світового устрою[138]. Віра в богів, на думку Ціцерона, не потребує доказів, оскільки є особливим типом переконань. За висновком Г. Г. Майорова, Ціцерон «шанує не стільки самих богів, скільки римську релігію». На його думку, Ціцерон сумнівався у існуванні богів, але побоювався озвучувати свої думки відкрито через пам'ять про долю Протагора, якого вигнали з Афін за публікацію трактату, у якому філософ сумнівався у існуванні богів. Іншої думки дотримується П. Грималь, який передбачає цілком щиру віру Ціцерона у надприродні сили та заперечує спроби уявити Ціцерона двоособовим маніпулятором.

## Твори

Opera omnia, 1566

Із творів збереглися 58 судових і політичних промов, 19 трактатів із риторики, політики, філософії та більше 800 листів. Ціцерон є автором латинського словника й стилю для висловлення абстрактних понять.
- (81 до н. е.) Pro Quinctio (На захист Публія Квінта)
- (80 до н. е.) Pro Sex. Roscio Amerino (На захист Секста Росція)
- (77 до н. е.) Pro Q. Roscio Comoedo (На захист Квінта Росція)
- (70 до н. е.) Divinatio in Caecilium (Слово проти Цецілія по справі Гая Ліцинія Верреса):
- (70 до н. е.) In Verrem (Проти Гая Ліцинія Верреса)
- (69 до н. е.) Pro Tullio (На захист Туллія)
- (69 до н. е.) Pro Fonteio (На захист Марка Фонтея)
- (69 до н. е.) Pro Cæcina (На захист Авла Цеціни)
- (66 до н. е.) Pro Cluentio (На захист Авла Клуентія)
- (63 до н. е.) Pro Rabirio Perduellionis Reo (На захист Рабірія)
- (63 до н. е.) Pro Murena (На захист Луція Мурени)
- (62 до н. е.) Pro Sulla (На захист Сулли)
- (62 до н. е.) Pro Archia Poeta (На захист поета Архія)
- (59 до н. е.) Pro Flacco (На захист Флакка)
- (56 до н. е.) Pro Sestio (На захист Сестія)
- (66 до н. е.) In Vatinium (Проти Ватіній на суді Сестія)
- (56 до н. е.) Pro Caelio (На захист Марка Целія Руфа)
- (56 до н. е.) Pro Balbo (На захист Корнелія Бальба)
- (54 до н. е.) Pro Plancio (На захист Планція)
- (54 до н. е.) Pro Rabirio Postumo (На захист Рабірія Постума)
- (54 до н. е.) Pro Milone (На захист Мілона)

#### Політичні промови

##### До вигнання
- (66 до н. е.) Pro Lege Manilia or De Imperio Cn. Pompei (на користь законопроєкту Манлія про командування Помпея)
- (63 до н. е.) De Lege Agraria contra Rullum (проти аграрного закону, внесеного Руллом)
- (63 до н. е.) In Catilinam I—IV (чотири Катиллінарії — проти заколоту Катіліни)

##### Після вигнання
- (57 до н. е.) Post Reditum in Quirites (До громадян після повернення)
- (57 до н. е.) Post Reditum in Senatu (До Сенату після повернення)
- (57 до н. е.) De Domo Sua (Про дім)
- (57 до н. е.) De Haruspicum Responsis (Промова про відповідь Гаруспіків)
- (56 до н. е.) De Provinciis Consularibus (Промова про консульські провінції)
- (55 до н. е.) In Pisonem (Проти Пізона)

##### Останні роки
- (46 до н. е.) Pro Marcello (Промова на повернення Марцелла)
- (46 до н. е.) Pro Ligario (На захист Лігарія перед Цезарем)
- (46 до н. е.) Pro Rege Deiotaro (На захист Дейотара перед Цезарем)
- (44 до н. е.) Philippics (Філіппіки проти Марка Антонія — 14 промов)

(Промови «Pro Marcello», «Pro Ligario», та «Pro Rege Deiotaro» відомі як «Цезарійські промови».)

### Філософські праці

#### Риторичні
- (84 до н. е.) de Inventione (Про добір аргументів)
- (55 до н. е.) de Oratore (Про оратора)
- (54 до н. е.) de Partitionibus Oratoriae (Про риторику)
- (52 до н. е.) de Optimo Genere Oratorum (Про найкращого оратора)
- (46 до н. е.) Brutus (Брут, або коротка історія римської риторики)
- (46 до н. е.) Orator ad M. Brutum (Оратор, також відомий як Брут)
- (44 до н. е.) Topica (Теми)

#### Інші філософські праці
- (51 до н. е.) de Republica (Про державу)
- (45 до н. е.) Hortensius (Гортензій)
- (45 до н. е.) Lucullus or Academica Priora (Академічні питання)
- (45 до н. е.) Academica Posteriora (Академічні питання)
- (45 до н. е.) De Finibus, Bonorum et Malorum (Про межі добра і зла).
- (45 до н. е.) Tusculanæ Quaestiones (Тускуланські бесіди)
- (45 до н. е.) de Natura Deorum (Про природу богів)
- (45 до н. е.) de Divinatione (Про девінацію, мистецтво ворожіння)
- (45 до н. е.) de Fato (Про долю)
- (44 до н. е.) Cato Maior de Senectute (Катону, або Про старість)
- (44 до н. е.) Laelius de Amicitia (Лелій, або Про дружбу)
- (44 до н. е.) de Officiis (Про обов'язки)
- (???) Paradoxa Stoicorum ('Парадокси стоїків)
- (???) de Legibus (Про закони)
- (???) de Consulatu Suo (Про своє консульство)
- (???) de temporibus suis (Про його життя та часи)
- (???) Commentariolum Petitionis (Поради кандидатам) (приписується Ціцеронові, але ймовірно є твором його брата, Квінта Ціцерона)
- (???) De Universo (Про Всесвіт, Переклад діалогу Платона «Тімей».)

### Листи
- (68-43 до н. е.) Epistulae ad Atticum (Листи до Аттіка)
- (59-54 до н. е.) Epistulae ad Quintum Fratrem (Листи до брата Квінта)
- (43 до н. е.) Epistulae ad Brutum (Листи до Брута)
- (43 до н. е.) Epistulae ad Familiares (Листи до друзів)

## В українській літературі
Знайомство українських науковців із філософськими ідеями Ціцерона почалося з другої половини XIV століття, коли до навчальних закладів Західної Європи з Польщі, до складу якої входила Україна, ринув потік молоді. Їхня діяльність після завершення студій спричинила розгортання й розвиток гуманістичного руху в Україні. Чимало гуманістичних ідей із трактатів Ціцерона використовує Станіслав Оріховський, цитуючи найчастіше його твір «Про обов'язки» та «Тускуланські бесіди». Захоплення Ціцероном Ян Замойський використав під час заснування в Замості 1595 відомої Замойської академії. Інтерес до філософських ідей не послаблювався протягом XVII—XVIII ст., про що свідчать навчальні програми й підручники братських шкіл та академій, зокрема Києво-Могилянської. Найяскравішим свідченням може слугувати курс риторики Й. Кононовича-Горбацького. Частину трактату Ціцерона «Про старість» переклав свого часу Григорій Сковорода.

## Переклади українською
- М. Т. Ціцерон. Бесіди проти Катіліни / З латинської мови переклав і пояснив Д. Николишин. — Коломия: «Загальна книгозбірня», 1920. — 120 с.
- М. Т. Ціцерон. Про старість. пер. з латини Григорія Сковороди. Переклад із староукраїнської мови Марії Кашуби // Григорій Сковорода. Твори у двох томах. УНІ Гарвардського університету, Інститут літератури НАН України. — Київ: АТ «Обереги», 1994, с. 184—210.
- М. Т. Ціцерон. Промова на захист поета Архія. Переклад Й.Кобова // Антична література: Хрестоматія. Упорядник О. І. Білецький. К.: Радянська школа, 1968 (2-ге видання). 612 с. С.: 417—424.
- М. Т. Ціцерон. Про державу. Про закони. Про природу богів. Переклав з латини В. Литвинов. — К.: Основи, 1998. 476 с.
- М. Т. Ціцерон  Про старість. Пер. з лат. В. Литвинова ‒ К., «Дніпро». ‒ 2017. ‒ 63 с.
- Овчаров М. М. Переклад першої промови Ціцерона проти Катіліни. Перший переклад сучасною українською літературною мовою / Микола Овчаров. — К.: Видавництво «Інститут риторики Миколи Овчарова» ; Видавництво «Фенікс», 2025. — 44 с. — ISBN 978-617-8547-17-2.

### Бібліотека античної літератури
- Марк Туллій Ціцерон. Про закони. Про державу. Про природу богів. Переклав з латини В. Литвинов. — Львів: Апріорі, 2019. 392 с. ISBN 978-617-629-506-8
- Марк Туллій Ціцерон. Тускуланські бесіди[ru]. Про обов'язки. Переклав з латини В. Литвинов. — Львів: Апріорі, 2021. 440 с. ISBN 978-617-629-688-1
- Марк Туллій Ціцерон. Філіппіки. Катон Старший, або Про старість. Переклав з латини В. Литвинов. — Львів: Апріорі, 2021. 376 с. ISBN 978-617-629-681-2

## Афоризми та висловлювання
- Буря в склянці води
- Ганнібал біля воріт
- З багатьох — єдине
- Коли мовчать, кричать
- O часи! О звичаї!
- Сам сказав
- Що посієш, те й пожнеш
- Я громадянин Римської імперії
- Як довго, Катіліно, будеш зловживати нашим терпінням?